# Miltochrista tripartita
Miltochrista tripartita är en fjärilsart som beskrevs av Walker 1864. Miltochrista tripartita ingår i släktet Miltochrista och familjen björnspinnare. Inga underarter finns listade i Catalogue of Life.